# Team Brunel

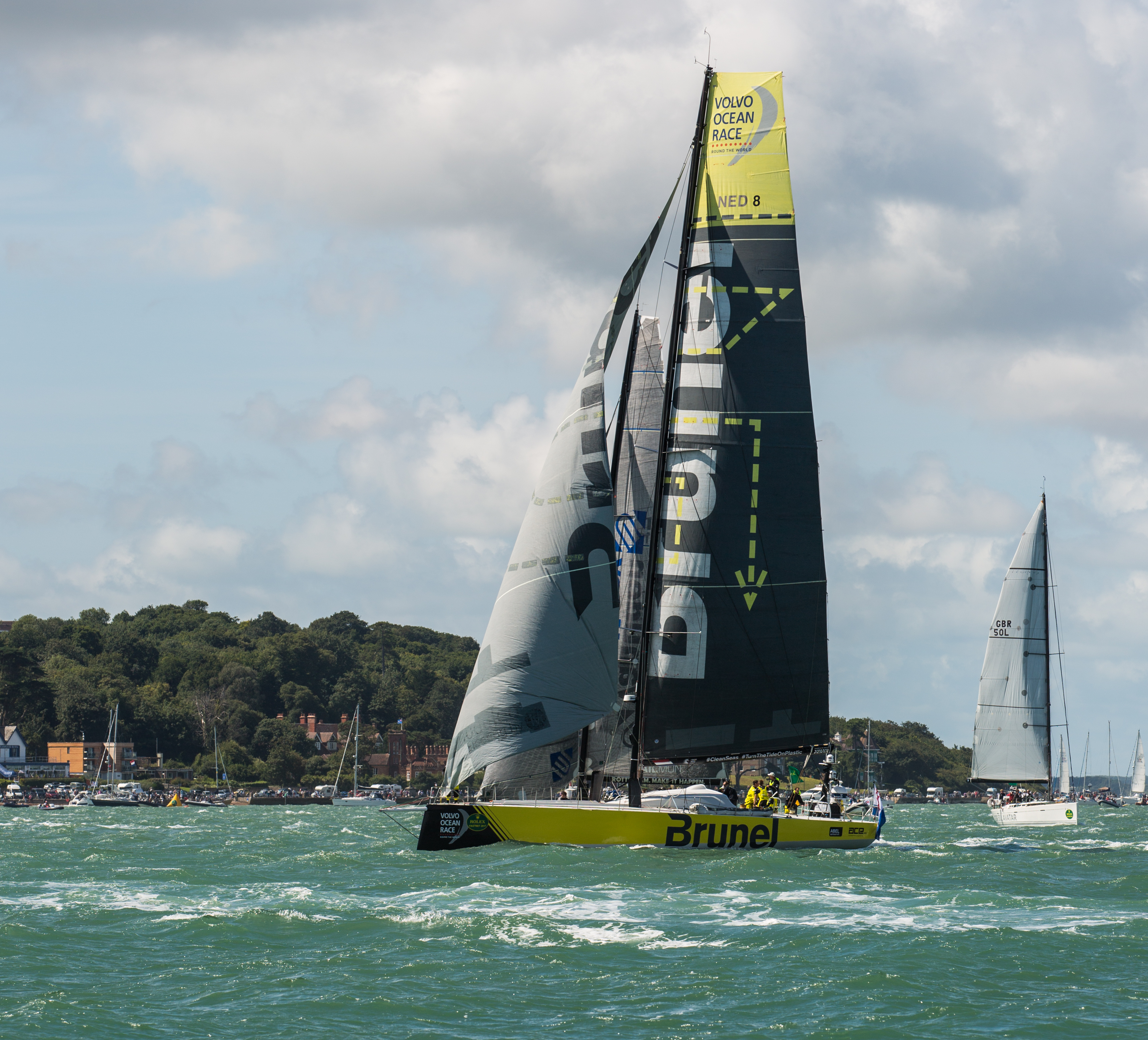
Team Brunel en la Volvo Ocean Race 2014-15

Team Brunel es un velero de competición de la clase Open 65.  Actualmente se encuentra navegando en la  Volvo Ocean Race 2017-18 patroneado por el conocido regatista Bouwe Bekking en su octava participación en esta regata.
Team Brunel también participó en la edición anterior, quedado en segundo lugar, también patroneado por Bouwe Bekking. El equipo está patrocinado por la compañía Brunel International (implicada en la regata desde la edición 1997-98), ACE, Able Sensors y Embrace Tech Startups. 

## Tripulación 2017-18
| Posición                       | Nombre           | Participación en las etapas | Participación en las etapas | Participación en las etapas | Participación en las etapas | Participación en las etapas | Participación en las etapas | Participación en las etapas | Participación en las etapas | Participación en las etapas | Participación en las etapas | Participación en las etapas |
| ------------------------------ | ---------------- | --------------------------- | --------------------------- | --------------------------- | --------------------------- | --------------------------- | --------------------------- | --------------------------- | --------------------------- | --------------------------- | --------------------------- | --------------------------- |
| Posición                       | Nombre           | 1                           | 2                           | 3                           | 4                           | 5                           | 6                           | 7                           | 8                           | 9                           | 10                          | 11                          |
| Patrón                         | Bouwe Bekking    | Sí                          | Sí                          | Sí                          | Sí                          | Sin cambios                 | Sí                          | Sí                          | Sí                          | Sí                          | Sí                          | Sí                          |
| Navegante                      | Andrew Cape      | Sí                          | Sí                          | Sí                          | Sí                          | Sin cambios                 | Sí                          | Sí                          | Sí                          | Sí                          | Sí                          | Sí                          |
| Trímer                         | Kyle Langford    | Sí                          | Sí                          | Sí                          | Sí                          | Sin cambios                 | Sí                          | Sí                          | Sí                          | Sí                          | Sí                          | Sí                          |
| Jefe de Guardia y Trímer       | Carlo Huisman    | Sí                          | Sí                          | Sí                          | Sí                          | Sin cambios                 | Sí                          | Sí                          | Sí                          | Sí                          | Sí                          | Sí                          |
| Caña y Trímer                  | Peter Burling    | Sí                          | Sí                          | Sí                          | No                          | Sin cambios                 | Sí                          | Sí                          | Sí                          | Sí                          | Sí                          | Sí                          |
| Caña, Jefe de Guardia y Trímer | Alberto Bolzan   | Sí                          | Sí                          | Sí                          | No                          | Sin cambios                 | Sí                          | Sí                          | Sí                          | Sí                          | Sí                          | Sí                          |
| Tripulante                     | Nina Curtis      | No                          | No                          | No                          | No                          | Sin cambios                 | No                          | Sí                          | Sí                          | Sí                          | Sí                          | Sí                          |
| Caña                           | Louis Balcaen    | No                          | No                          | Sí                          | No                          | Sin cambios                 | Sí                          | No                          | Sí                          | Sí                          | Sí                          | Sí                          |
| Tripulante                     | Abby Ehler       | Sí                          | Sí                          | Sí                          | Sí                          | Sin cambios                 | No                          | No                          | Sí                          | Sí                          | Sí                          | Sí                          |
| Tripulante                     | Thomas Rouxel    | No                          | No                          | No                          | No                          | Sin cambios                 | No                          | Sí                          | No                          | No                          | No                          | No                          |
| Tripulante                     | Sally Barkow     | No                          | No                          | No                          | Sí                          | Sin cambios                 | Sí                          | No                          | No                          | No                          | No                          | No                          |
| Trímer                         | Annie Lush       | Sí                          | Sí                          | Sí                          | No                          | Sin cambios                 | No                          | No                          | No                          | No                          | No                          | No                          |
| Caña, Jefe de Guardia y Trímer | Maciel Cicchetti | Sí                          | Sí                          | No                          | No                          | Sin cambios                 | No                          | No                          | No                          | No                          | No                          | No                          |
| Capitán del barco              | Jens Dolmer      | No                          | No                          | No                          | Sí                          | Sin cambios                 | No                          | No                          | No                          | No                          | No                          | No                          |
| Caña y Trímer                  | Rome Kirby       | No                          | No                          | No                          | Sí                          | Sin cambios                 | No                          | No                          | No                          | No                          | No                          | No                          |
| Tripulante                     | Sam Newton       | No                          | No                          | No                          | Sí                          | Sin cambios                 | No                          | No                          | No                          | No                          | No                          | No                          |
| Proa                           | Juanpa Marcos    | No                          | No                          | No                          | No                          | Sin cambios                 | No                          | No                          | No                          | No                          | No                          | No                          |
|                                |                  |                             |                             |                             |                             |                             |                             |                             |                             |                             |                             |                             |
| Número de tripulantes a bordo: | 9                | 9                           | 9                           | 9                           | Sin cambios                 | 8                           | 9                           | 9                           | 9                           | 9                           | 9                           |                             |
|                                |                  |                             |                             |                             |                             |                             |                             |                             |                             |                             |                             |                             |
| Reportero a bordo              | Sam Greenfield   | No                          | No                          | No                          | No                          | Sin cambios                 | No                          | No                          | Sí                          | Sí                          | Sí                          | Sí                          |
| Reportero a bordo              | Martin Keruzoré  | Sí                          | No                          | No                          | No                          | Sin cambios                 | No                          | No                          | No                          | No                          | No                          | No                          |
| Reportero a bordo              | Richard Edwards  | No                          | Sí                          | No                          | No                          | Sin cambios                 | No                          | No                          | No                          | No                          | No                          | No                          |
| Reportero a bordo              | Ugo Fonollá      | No                          | No                          | Sí                          | No                          | Sin cambios                 | No                          | No                          | No                          | No                          | No                          | No                          |
| Reportero a bordo              | Yann Riou        | No                          | No                          | No                          | Sí                          | Sin cambios                 | Sí                          | Sí                          | No                          | No                          | No                          | No                          |

## Tripulación 2014-15
En la Volvo Ocean Race 2014-15 esta fue la tripulación:
- Bouwe Bekking, skipper
- Adam Minoprio
- Andrew Cabo, explorador
- Gerd-Jan Poortman
- Jens Dolmer
- Louis Balcaen
- Pablo Arrarte
- Rokas Milevicius
- Stefan Cobres, onboard reportero